# Distance Vector Multicast Routing Protocol
Distance Vector Multicast Routing Protocol (DVMRP — Протокол дистанционно-векторной многоадресной маршрутизации) — протокол маршрутизации групповых датаграмм для IP-сетей. Протокол предназначен для использования внутри автономных систем, то есть является протоколом внутридоменной маршрутизации.
Описание протокола DVMRP находится в RFC 1075.

## Основные положения
Протокол DVMRP реализует метод RPF (Reverse Path Forwarding) с усечением (Prune). Когда маршрутизатор получает пакет, он пересылает его на все интерфейсы, кроме исходного. Если в зоне ответственности маршрутизатора нет членов мультикаст-группы, тогда маршрутизатор посылает обратно сообщение об исключении, отсекая ненужные (не имеющие членов) ветки дерева рассылки.

## Структура датаграмм протокола
DVMRP использует сообщения протокола IGMP для обмена информацией с другими маршрутизаторами — поле протокола в IP-пакете заполняется значением 2.
Структура датаграмм протокола:
| +  | 0—3                  | 0—3                  | 0—3                  | 0—3                  | 4—7                  | 4—7                  | 4—7                  | 4—7                  | 8—15                 | 8—15                 | 8—15                 | 8—15                 | 8—15                 | 8—15                 | 8—15                 | 8—15                 | 16—23                | 16—23                | 16—23                | 16—23                | 16—23                | 16—23                | 16—23                | 16—23                | 24—31                | 24—31                | 24—31                | 24—31                | 24—31                | 24—31                | 24—31                | 24—31                |
| -- | -------------------- | -------------------- | -------------------- | -------------------- | -------------------- | -------------------- | -------------------- | -------------------- | -------------------- | -------------------- | -------------------- | -------------------- | -------------------- | -------------------- | -------------------- | -------------------- | -------------------- | -------------------- | -------------------- | -------------------- | -------------------- | -------------------- | -------------------- | -------------------- | -------------------- | -------------------- | -------------------- | -------------------- | -------------------- | -------------------- | -------------------- | -------------------- |
| 0  | Версия               | Версия               | Версия               | Версия               | Тип                  | Тип                  | Тип                  | Тип                  | Код                  | Код                  | Код                  | Код                  | Код                  | Код                  | Код                  | Код                  | Контрольная сумма    | Контрольная сумма    | Контрольная сумма    | Контрольная сумма    | Контрольная сумма    | Контрольная сумма    | Контрольная сумма    | Контрольная сумма    | Контрольная сумма    | Контрольная сумма    | Контрольная сумма    | Контрольная сумма    | Контрольная сумма    | Контрольная сумма    | Контрольная сумма    | Контрольная сумма    |
| 32 | Тело DVMRP-сообщения | Тело DVMRP-сообщения | Тело DVMRP-сообщения | Тело DVMRP-сообщения | Тело DVMRP-сообщения | Тело DVMRP-сообщения | Тело DVMRP-сообщения | Тело DVMRP-сообщения | Тело DVMRP-сообщения | Тело DVMRP-сообщения | Тело DVMRP-сообщения | Тело DVMRP-сообщения | Тело DVMRP-сообщения | Тело DVMRP-сообщения | Тело DVMRP-сообщения | Тело DVMRP-сообщения | Тело DVMRP-сообщения | Тело DVMRP-сообщения | Тело DVMRP-сообщения | Тело DVMRP-сообщения | Тело DVMRP-сообщения | Тело DVMRP-сообщения | Тело DVMRP-сообщения | Тело DVMRP-сообщения | Тело DVMRP-сообщения | Тело DVMRP-сообщения | Тело DVMRP-сообщения | Тело DVMRP-сообщения | Тело DVMRP-сообщения | Тело DVMRP-сообщения | Тело DVMRP-сообщения | Тело DVMRP-сообщения |

- Версия — текущее значение 1;
- Тип — должно быть 3;
- Код — определяет назначение пакета DVMRP[3]:
  - 1 = Response — сообщение обеспечивает маршрутизацию для нескольких групп;
  - 2 = Request — сообщение запрашивает маршрутизацию для нескольких групп;
  - 3 = Non-membership report — сообщение обеспечивает доклад о неучастии в группах;
  - 4 = Non-membership cancellation — сообщение отменяет предыдущий доклад о неучастии в группах;
- Контрольная сумма — рассчитывается при передаче пакета и проверяется при получении; при расчёте контрольной суммы поле контрольной суммы принимается за ноль;
- Тело сообщения — набор команд, выровненных по границе 16 бит:
  - код команды (8 бит);
  - данные (минимум 8 бит).

| Команда | Команда                         | Данные       | Данные                                     | Данные |
| код     | значение                        | размер (бит) | наименование                               | значение |
| ------- | ------------------------------- | ------------ | ------------------------------------------ | --- |
| 0       | Пустая                          | 8            | —                                          | игнорируются |
| 2       | Тип адреса                      | 8            | family                                     | 2 — IPv4 |
| 3       | Маска подсети                   | 8(+32)       | count, mask                                | count = 0 — нет поля mask, для следующих маршрутов используется маска сети назначения; 1 — есть поле mask, длина которого зависит от типа адреса |
| 4       | Метрика                         | 8            | value                                      | Метрика следующих пунктов назначения относительно маршрутизатора, посылающего команду                                                            |
| 5       | Флаги                           | 8            | value                                      | бит 7 — пункт назначения недоступен; бит 6 — скрываемый маршрут расщепления горизонта                                                            |
| 6       | Бесконечность                   | 8            | value                                      | Значение метрики, считающееся бесконечностью |
| 7       | Адрес назначения                | 8+32×N       | count, address1, …, addressN               | Количество адресов, массив адресов назначения; длина адреса зависит от его типа                                                                  |
| 8       | Запрашиваемые адреса назначения | 8+32×N       | count, address1, …, addressN               | Количество адресов, массив адресов назначения, для которых запрашиваются маршруты; при count = 0 – запрашиваются все адреса                      |
| 9       | Неучастие в группе              | 8+(32+32)×N  | count, address1, time1, …, addressN, timeN | Количество элементов, массив из пар: групповой адрес, время действия; запрещает посылку датаграмм по указанным адресам на указанное время        |
| 10      | Отмена неучастия в группе       | 8+32×N       | count, address1, …, addressN               | Количество адресов, массив групповых адресов, для которых отменяется запрет посылки датаграмм                                                    |